# خانه کرمانیها
خانه کرمانیها مربوط به دوره قاجار است و در یزد، خیابان امام خمینی، کوی سهل بن علی واقع شده و این اثر در تاریخ ۷ مهر ۱۳۸۱ با شمارهٔ ثبت ۶۵۵۷ به‌عنوان یکی از آثار ملی ایران به ثبت رسیده است.